# Welfenschatz

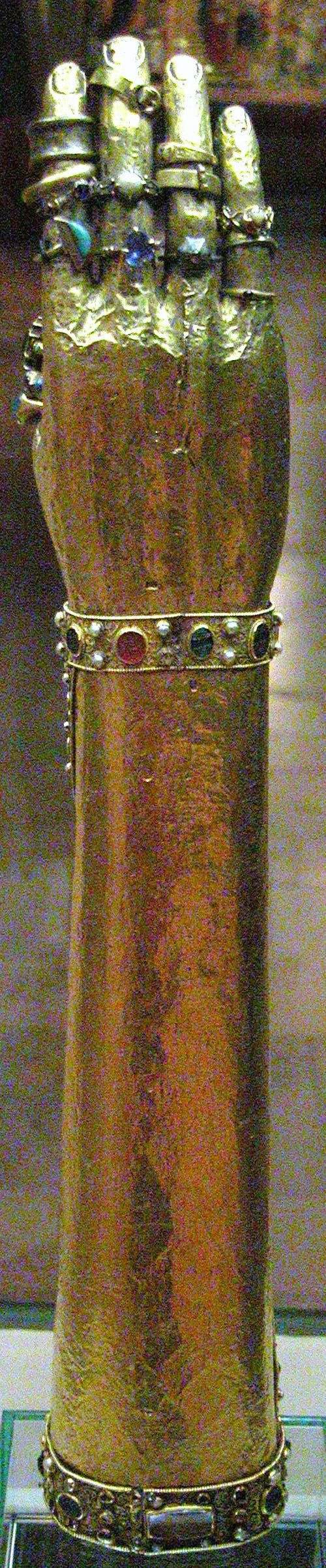
Armreliquiar: Rückansicht

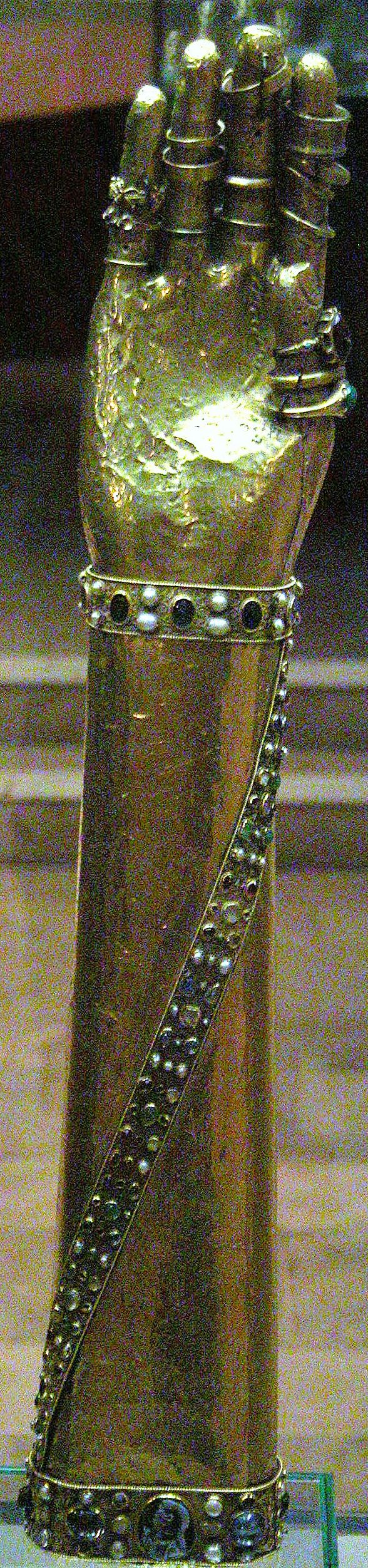
Frontansicht

Der Welfenschatz ist der ehemalige Reliquienschatz der Stiftskirche St. Blasius’ und St. Johannis des Täufers, des heutigen Braunschweiger Doms, beziehungsweise der Großteil des Schatzes, der nach 1945 in den Besitz der deutschen öffentlichen Hand übergegangen ist. Beim Schatz handelt es sich um kunsthandwerkliche Gegenstände, die in der Zeit zwischen dem 11. und dem 15. Jahrhundert gefertigt wurden, größtenteils um Goldschmiedearbeiten. Als Welfenschatz wird er erst nach 1866 bezeichnet, als er sich im Privatbesitz der exilierten Familie der Welfen befand, deren Vorfahren ihn einst dem Dom gestiftet hatten.
In der Zeit des Nationalsozialismus ging der Schatz, der mittlerweile von den Welfen an ein Konsortium von Kunsthändlern verkauft worden war, unter umstrittenen Umständen in das Eigentum des preußischen Staates über, nach dem Zweiten Weltkrieg in das der Stiftung Preußischer Kulturbesitz. Versuche der Kunsthändler-Erben, den Schatz wiederzuerlangen, scheiterten. In Deutschland sprach sich die Limbach-Kommission gegen die Rückgabe aus, da es sich beim Schatz nicht um Raubkunst handle, und in den USA lehnte der Supreme Court die Zuständigkeit der US-Gerichte für eine Rückforderungsklage ab.

## Geschichte
Die brunonische Gräfin Gertrud die Ältere von Braunschweig († 1077, Gattin Liudolfs von Braunschweig) hatte bereits dem Vorgängerbau des Domes um das Jahr 1030 verschiedene wertvolle Ausstattungsgegenstände gestiftet. Von diesen befinden sich noch heute einige im Welfenschatz, darunter z. B. das Armreliquiar des Heiligen Blasius, des Namensgebers des Braunschweiger Domes. Es befindet sich heute in der Mittelaltersammlung des Herzog Anton Ulrich-Museums in der Burg Dankwarderode.
Im Laufe der Jahrhunderte wurde der Schatz durch Vermächtnisse und Stiftungen erheblich vermehrt, so enthält ein Inventar aus dem Jahre 1482 140 Gegenstände. 1545 kamen Teile des Kirchenschatzes des Braunschweiger Cyriakusstiftes hinzu.
1574 wurde zum ersten Mal ein Diebstahl aus dem Schatz verzeichnet: Es wurden zwanzig Gegenstände – hauptsächlich Monstranzen – gestohlen, die seither als verschollen gelten. Einige der gestohlenen Objekte wurden von den beiden Tätern Hans Kellermann und Hans Rotermund jedoch nachweislich kurz nach ihrem Einbruch von Braunschweig nach Dedeleben gebracht. Hier wohnte die Familie Gulden, welche Kellermann und Rotermund zu dem Diebstahl angestiftet hatte. Im Beisein der beiden Diebe wurden die Edelsteine aus den vasa (non) sacra herausgebrochen, die silbernen Objekte eingeschmolzen und beides anschließend verkauft – ausgenomen einer kleinen cristallen, die er, Hans Kellerman, einem megdelein zu Hessen in des wirts haus geschanckett. Cosmos Gulden wurde unter Staupenschlägen für immer der Stadt verwiesen. Die Diebe Kellermann und Rotermund wurden 1575 hingerichtet. 1658 und in den folgenden Jahren entnahm Herzog Anton Ulrich zahlreiche Teile.

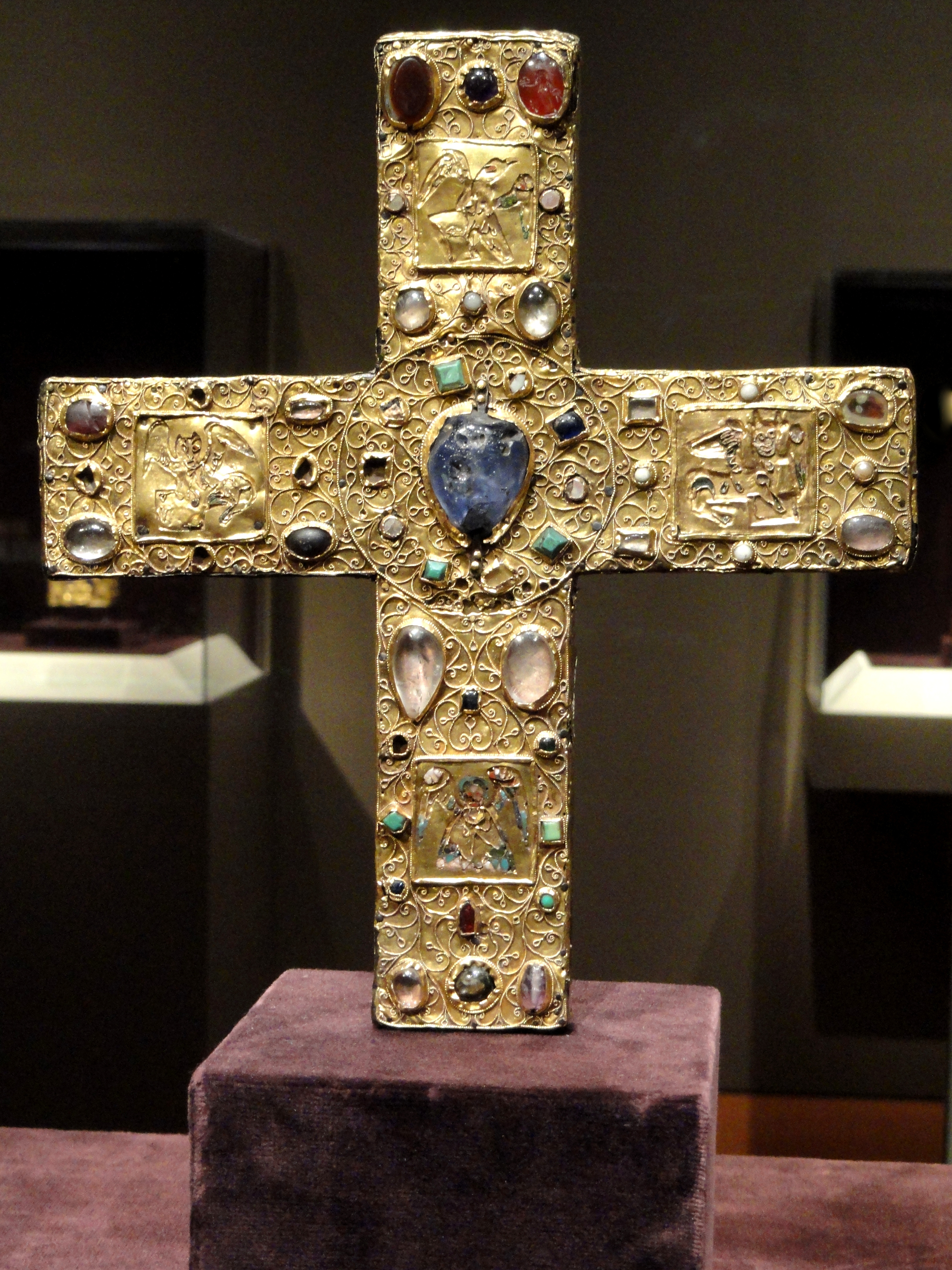
Sogenanntes Erstes Gertrudenkreuz, (Cleveland Museum of Art)
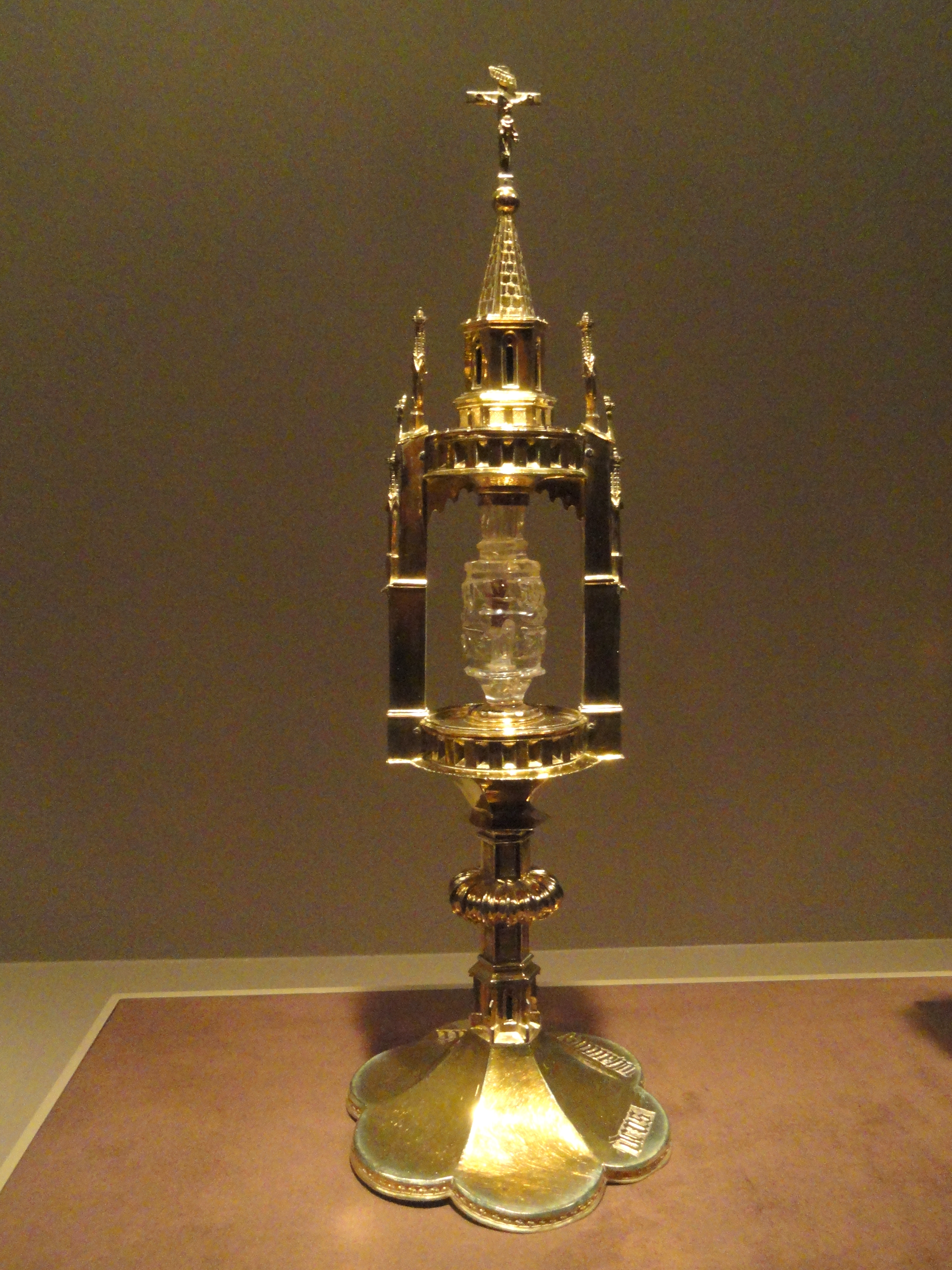
Reliquiar mit Zahn Johannes des Täufers, Bergkristall (Ägypten um 1000) und vergoldetes Silber, 1375–1400 (Art Institute of Chicago)
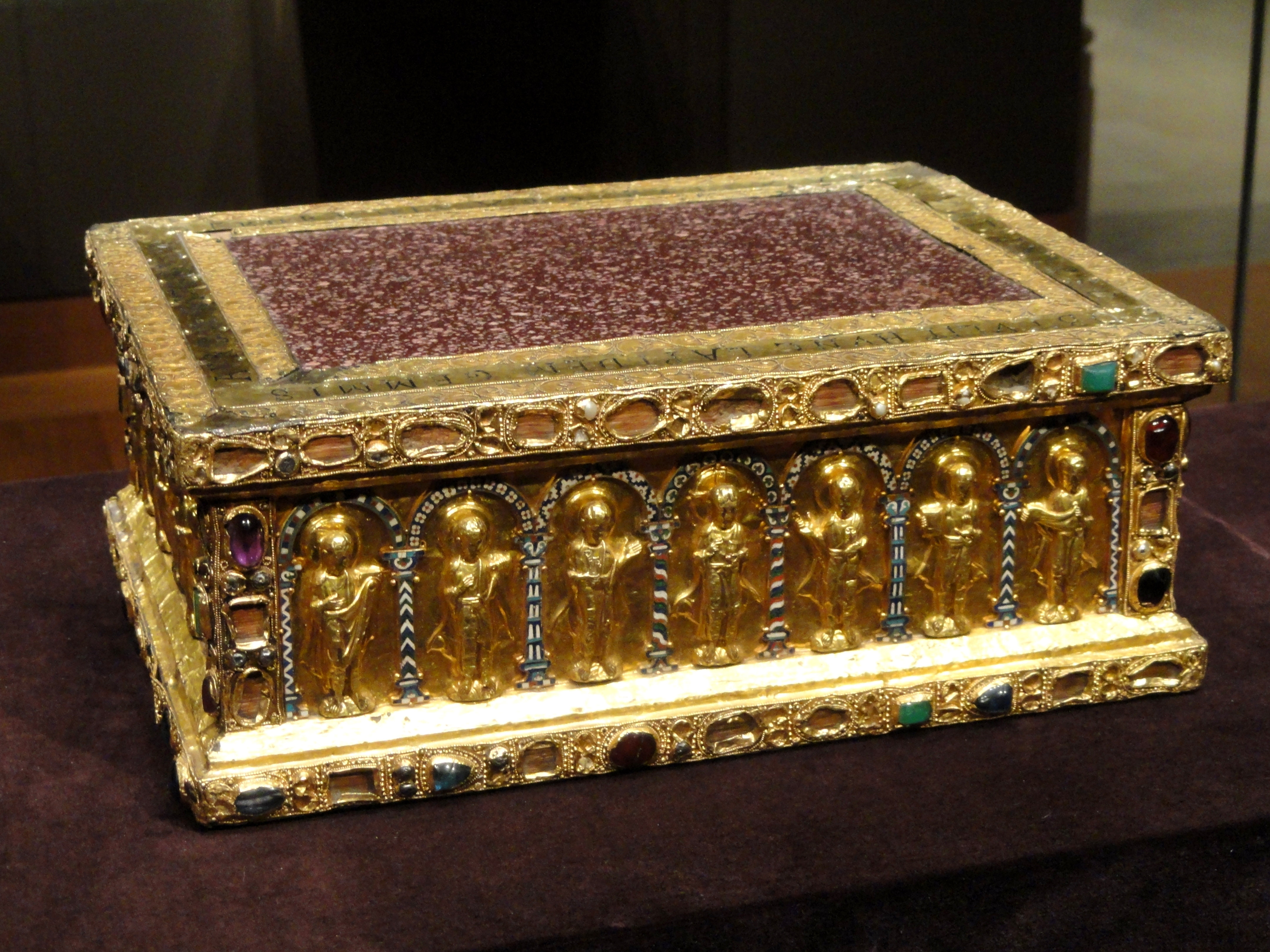
Tragaltar der Gräfin Gertrud, um 1038 (Cleveland Museum of Art)
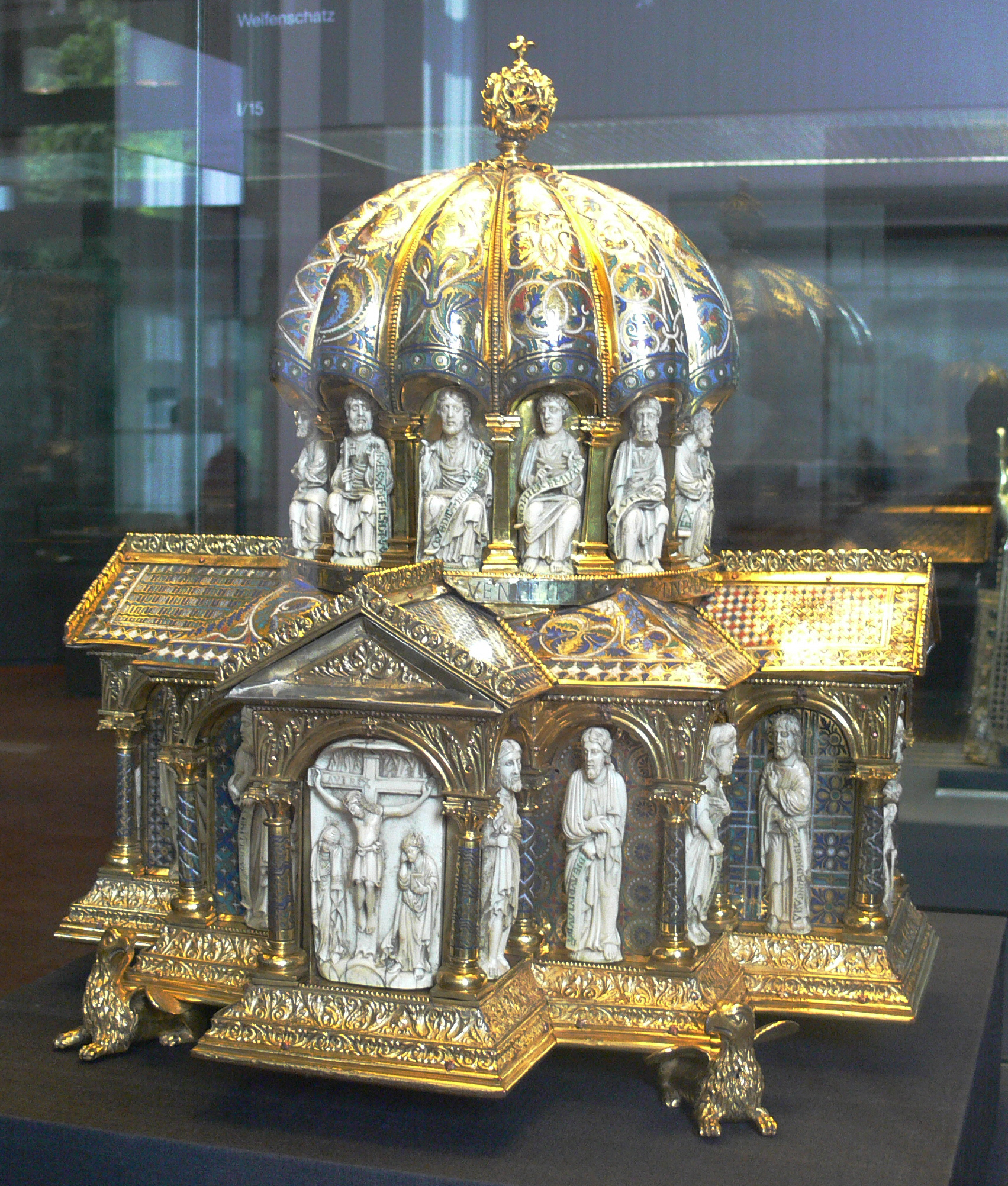
Kuppelreliquiar, Ende 12. Jh. (Kunstgewerbemuseum Berlin)
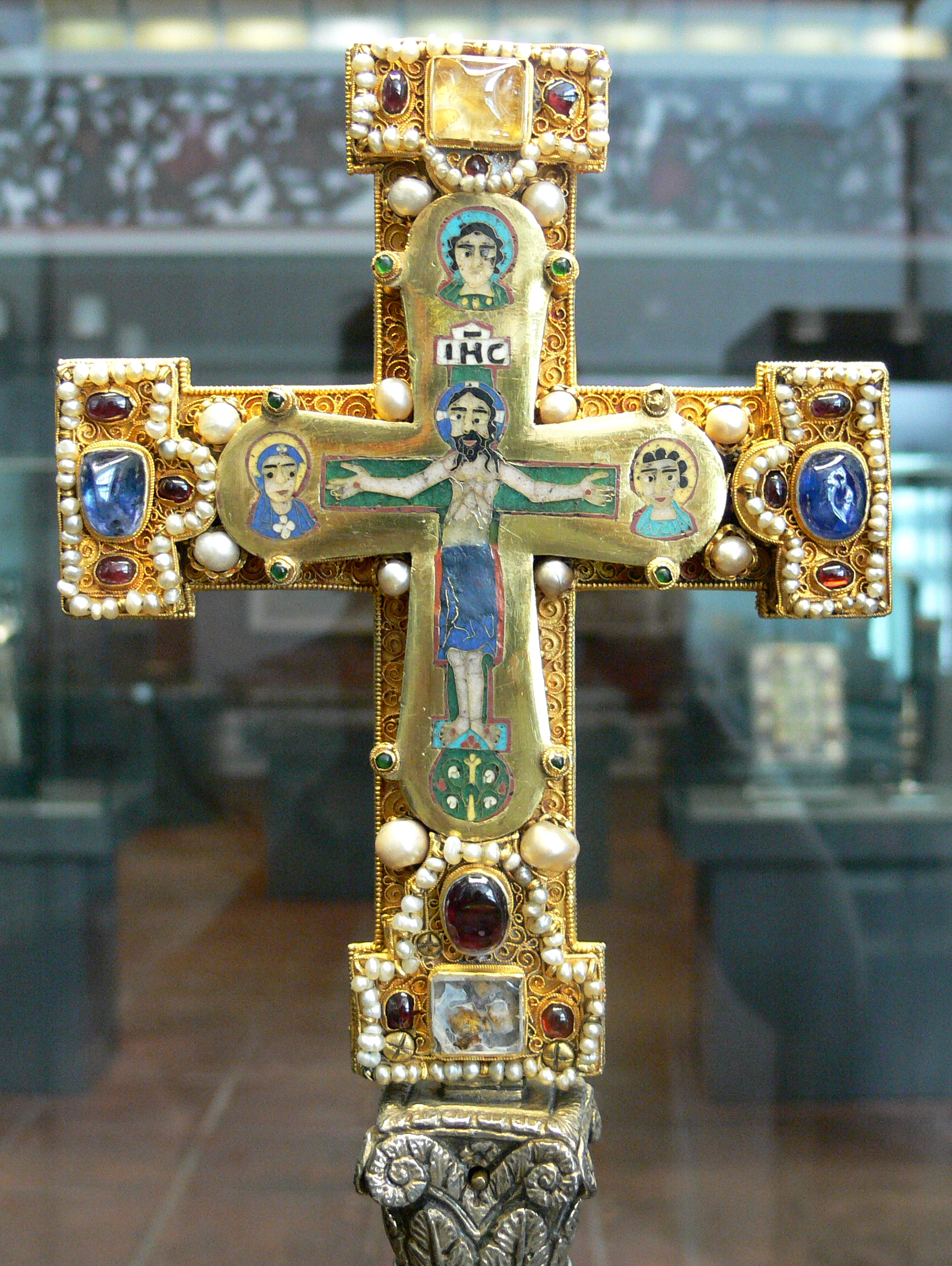
Welfenkreuz (Kunstgewerbemuseum Berlin)

### Übergabe des Schatzes an die Welfen
Nachdem die protestantische Stadt Braunschweig am 12. Juni 1671 ihre Unabhängigkeit verloren hatte, wurde der Schatz – bis auf das Armreliquiar des Namenspatrons des Domes – an den 1651 zum Katholizismus übergetretenen Herzog Johann Friedrich ausgehändigt. Zum Zeitpunkt der Übergabe des Schatzes am 16. Juli 1671 war er noch ungeteilt. Johann Friedrich ließ ihn zunächst in die Schlosskirche in Hannover bringen, wo der Schatz nur sehr selten und nur wenigen ausgewählten Personen präsentiert wurde. Johann Friedrich war Sammler und baute die bestehende Sammlung weiter aus. Er bestellte den Abt des Klosters Loccum Gerhard Wolter Molanus zum Kustos der Sammlung. Dieser erstellte 1697 einen neuen Katalog, der auch für den Papst in die lateinische Sprache übersetzt wurde.
Im Verlaufe der Napoleonischen Kriege wurde der Schatz zum Schutz vor den feindlichen Truppen nach England in Sicherheit gebracht, kehrte dann aber wieder nach Hannover zurück, wo er im von König Georg V. 1861 gegründeten und 1862 eröffneten „Königlichen Welfenmuseum“ ausgestellt wurde.
Nachdem das Königreich Hannover 1866 von Preußen annektiert worden war, wurde der Schatz Georg V. als privates Eigentum zuerkannt, woraufhin er ihn mit ins Exil nach Österreich nahm und im Wiener Museum für Kunst und Industrie der Öffentlichkeit zugänglich machte. Im Jahre 1891 erschien schließlich der erste wissenschaftliche Katalog, in dem von dem österreichischen Zisterzienser und Kirchenhistoriker Wilhelm Anton Neumann alle verbliebenen Teile des Schatzes aufgelistet und beschrieben wurden.

### Verkauf und Zerschlagung des Schatzes
1928 schließlich bemühte sich ein Enkel Georgs V., Herzog Ernst-August von Braunschweig-Lüneburg, die verbliebenen 82 Stücke des Schatzes zu verkaufen, da er etliche Schlösser zu unterhalten und erhebliche Pensionslasten zu tragen, jedoch durch die Revolution von 1918 seine wesentliche Einkunftsquelle verloren hatte. Auch große Teile des Hausvermögens der Welfen waren von 1866 bis zur Einigung im Streit um den Welfenfonds im Jahr 1933 eingefroren. Ernst-August forderte 24 Millionen Reichsmark für den gesamten Schatz.
Zahlreiche deutsche Museen bemühten sich, den Reliquienschatz als Ganzes für Deutschland zu erhalten und einer drohenden Zerschlagung entgegenzuwirken. Aber selbst Eingaben beim Reichskanzler und der Preußischen Staatsregierung blieben aufgrund der nicht verhandelbaren Bedingungen seitens des Welfenherzogs vergeblich. Herzog Ernst-August machte schließlich der Stadt Hannover das Angebot, den Welfenschatz zusammen mit dem Berggarten, dem Großen Garten sowie der Herrenhäuser Allee für 10 Millionen RM zu übernehmen.
Am 5. Oktober 1929, knapp drei Wochen vor dem Schwarzen Freitag, mit dem die Weltwirtschaftskrise begann, erwarb ein Konsortium von mehreren Parteien, darunter die öffentlich agierenden drei namhaften jüdischen Frankfurter Kunsthändler, die Firmen J. & S. Goldschmidt (Julius Falk Goldschmidt), I. Rosenbaum (Isaak Rosenbaum, Saemy Rosenberg) und Z. M. Hackenbroch (Zacharias Max Hackenbroch), den aus 82 Einzelexponaten bestehenden Reliquienschatz für 7,5 Millionen Reichsmark unter Vorbehalt, da die Verhandlungen mit der Stadt Hannover noch nicht abgeschlossen waren. Fristtermin war Ende des Jahres. Nach einer Zustimmung des Magistrats kam es trotz des starken öffentlichen Interesses zu einer Ablehnung durch die städtischen Kollegien. Im Januar 1930 wurde der Verkauf an die Frankfurter Händler rechtsgültig.
Im Rahmen verschiedener Verkaufsausstellungen im Städel Museum in Frankfurt, im Schloss-Museum in Berlin (das heutige Kunstgewerbemuseum der Staatlichen Museen zu Berlin) und den USA konnten bis 1930/31 vierzig Exponate für insgesamt 2,7 Millionen Reichsmark an private und öffentliche Sammlungen in die USA veräußert werden. Die meisten Stücke, darunter der sog. Gertrudis-Tragaltar, sicherte sich das Cleveland Museum of Art. Auch das Art Institute of Chicago kaufte acht Teile an. Für die wesentlich höher bewerteten Hauptstücke der Sammlung fand sich indes kein Käufer.
Zum Verbleib aller 1929 erworbenen Teile siehe: Welfenschatz (Liste)

### Erwerb durch den preußischen Staat 1935
Nachdem, bedingt durch Inflation und Wirtschaftskrise, keine weiteren Käufer für den Welfenschatz gefunden werden konnten, zeigte 1934 die Dresdner Bank, stellvertretend für den Staat Preußen, Interesse an einem Kauf der Sammlung, die sich seit 1930 in einem Banksafe in Amsterdam befand. Die beteiligten Kunsthändler, die infolge der desolaten Wirtschaftsklimas und der unmittelbar nach der nationalsozialistischen Machtergreifung Anfang 1933 einsetzenden antisemitischen Verfolgung offenbar in ernsthafte wirtschaftliche Schwierigkeiten geraten waren und zum Teil bereits vor 1935 ins Ausland emigrieren mussten, verhandelten unter der Führung von Saemy Rosenberg 17 Monate über den Kaufpreis der verbliebenen 42 Kunstwerke. Das Konsortium erwartete eine Ankaufssumme von 6 bis 7 Millionen Reichsmark, man einigte sich schließlich auf eine Kaufsumme von 4,25 Millionen Reichsmark. 800.000 RM wurden davon in Kunstwerken entrichtet, die im Ausland für die ausländischen Geschäftspartner des Konsortialvertrages verkauft werden sollten.
In die Verhandlungen über den Ankauf der Sammlung waren ab 1934 Samuel Ritscher, Vorstandsmitglied der Dresdner Bank, auf Seiten des Landes Preußen sowohl der später als NS-Kriegsverbrecher verurteilte Jurist SS-Obergruppenführer Wilhelm Stuckart als auch der später als Widerstandskämpfer hingerichtete Finanzminister Johannes Popitz maßgeblich beteiligt.
Für die nationalsozialistische Reichsregierung, mehr noch für den damals pro forma noch existierenden Freistaat Preußen unter seinem Ministerpräsidenten Hermann Göring war die „Rückführung“ des Welfenschatzes ins Deutsche Reich von überragender kulturpolitischer Bedeutung, denn die Ankaufsverhandlungen wurden maßgeblich vom preußischen Finanzminister Johannes Popitz sowie Bernhard Rust, damals preußischer Kultusminister und Mitinitiator des Gesetzes zur Wiederherstellung des Berufsbeamtentums, koordiniert und mit Zustimmung Görings durchgesetzt (aus dem Vorwort des Begleitkataloges zur Ausstellung des Welfenschatz 1935 in Berlin: „… Daß der Schatz nach seinen Irrfahrten durch die neue Welt nun doch noch für seine deutsche Heimat gerettet worden ist, danken wir der kulturbewußten und zielsicheren Energie des Preußischen Finanzministers, Herrn Dr. Popitz, und des Reichs- und Preußischen Ministers für Wissenschaft, Erziehung und Volksbildung, Herrn Bernhard Rust, die beide mit freudigster Zustimmung des Herrn Ministerpräsidenten Göring die Erwerbung des Schatzes beschlossen und durchgesetzt haben.“)
Zu den kunsthistorisch bedeutendsten Stücken des Welfenschatzes gehören das „Welfenkreuz“, der Eilbertus-Tragaltar, das Kuppelreliquiar sowie das Plenar Ottos des Milden.
Die für das Schlossmuseum erworbenen Sakralwerke wurden während des Zweiten Weltkrieges ab 1939 in Friedrichshain, später im Salzbergwerk Kaiseroda ausgelagert und konnten so vor Zerstörung oder Raub gerettet werden.

### Verbleib nach 1945
Nach Kriegsende erfolgte die Beschlagnahme durch US-Truppen. Sie übergaben den Schatz anschließend treuhänderisch an das Land Hessen und 1955 schließlich an Niedersachsen. 1957 ging der verbliebene Rest des Welfenschatzes in das Eigentum der Stiftung Preußischer Kulturbesitz über. Von 1957 bis November 1963 war der Welfenschatz wieder in der Burg Dankwarderode zu besichtigen, bevor er – gegen großen Widerstand der Stadt Braunschweig, aber auch des Landes Niedersachsen – erneut nach Berlin in das dortige Kunstgewerbemuseum gesandt wurde, wo er seither zu sehen ist. Es handelt sich weltweit um den umfangreichsten in einem Kunstmuseum ausgestellten Kirchenschatz. Er bildet den Höhepunkt der Mittelaltersammlung.
In Braunschweig verblieben neben dem ältesten Armreliquiar weitere Teile, die das Herzog Anton Ulrich-Museum nach 1945 erworben hatte.

## Restitutionsanspruch
Die Erben der jüdischen Frankfurter Kunsthändler machen seit 2008 Ansprüche auf Rückgabe (Restitution) der Kunstgegenstände geltend. Der Wert des Schatzes wird seitens der Preußenstiftung auf 100 Millionen Euro geschätzt. Die klagenden Erben gehen von einem Wert von 260 Millionen Euro aus.
Die Erben berufen sich auf die internationalen Verträge zum Umgang mit Raubkunst und führen an, dass der Verkauf 1935 unter dem Druck der rassistischen Verfolgung erfolgt sei, der Kaufpreis nicht angemessen gewesen sei und dass ihre Vorfahren über den Kaufpreis nicht frei hätten verfügen können. Beide Seiten berufen sich in dem Streit auf die Washington Conference on Holocaust-Era Assets (Washingtoner Konferenz über Vermögenswerte aus der Zeit des Holocaust) vom Dezember 1998, wobei seitens der Erben ins Feld geführt wird, dass Deutschland im Rahmen der Washingtoner Konferenz eine zwar nicht rechtlich, aber doch moralisch bindende Selbstverpflichtung eingegangen sei.

### Verfahren in Deutschland
Die Stiftung Preußischer Kulturbesitz verweigerte die Herausgabe und erkannte die Ansprüche nicht an. Sie stimmte aber der Anrufung der Limbach-Kommission zu, die formal unverbindliche Empfehlungen zu streitigen Restitutionsfällen abgibt.
Im Zuge des Verfahrens wurden von beiden Parteien Gutachten eingeholt. Die Gutachter der Stiftung kamen zum Ergebnis, dass der Kaufpreis der Situation des Kunstmarkts 1935 angemessen und der preußische Staat der einzige Interessent an den Kunstwerken gewesen war. Es gäbe ferner keine Hinweise, dass die Käufer nicht frei über den Erlös hätten verfügen können. Zudem habe sich der Schatz zum Zeitpunkt des Verkaufs im Ausland, sicher vor dem Zugriff des deutschen bzw. preußischen Staates, befunden und sei erst nach Zahlung des Kaufpreises nach Berlin geschickt worden. Zwei Gutachter für die Erben kamen auf der anderen Seite zum Ergebnis, dass die Voraussetzungen für eine Rückgabe gegeben seien, insbesondere habe der Staat die Notlage der Händler erst durch seine antisemitische Politik herbeigeführt und diese Situation dann ausgenutzt. Im September 2013 schaltete sich die israelische Kulturministerin Limor Livnat in den Streit ein und setzte sich in einem Schreiben an Kulturstaatsminister Bernd Neumann für die Erben ein. Damit erreichte die Angelegenheit eine politische Ebene.
Die Limbach-Kommission sprach am 20. März 2014 eine Empfehlung gegen eine Rückgabe aus, da nach ihrer Auffassung die Ursache für den Eigentumsverlust der Kunsthändler nicht in der NS-Verfolgung der Kunsthändler gelegen habe (es sich also nicht um Raubkunst handele). Die Kommission führt aus, es lägen

„keine Indizien vor, die darauf hindeuten, dass die Kunsthändler und ihre Geschäftspartner in dem von der Beratenden Kommission zu beurteilenden speziellen Fall in den Verhandlungen – etwa von Göring – unter Druck gesetzt worden sind; zudem hatte man es auch 1934/1935 mit den Auswirkungen der Weltwirtschaftskrise zu tun. Schließlich einigten sich beide Seiten auf einen Kaufpreis, der zwar unter dem Einkaufspreis von 1929 lag, aber der Lage auf dem Kunstmarkt nach der Weltwirtschaftskrise entsprach. Die Kunsthändler verwendeten den Erlös zu einem wesentlichen Teil für die Rückzahlung der finanziellen Beiträge ihrer in- und ausländischen Geschäftspartner. Im Übrigen gibt es keine Anhaltspunkte dafür, dass die Kunsthändler und ihre Geschäftspartner über den Erlös nicht frei verfügen konnten.“

### Verfahren in den USA
Im Februar 2015 klagten zwei Erben der Kunsthändler vor dem US-Bundesbezirksgericht für den District of Columbia gegen die Bundesrepublik Deutschland und die Stiftung Preußischer Kulturbesitz auf Herausgabe der 1935 erworbenen 42 Berliner Stücke des Welfenschatzes. Eine Restitution des Welfenschatzes hat die Limbach-Kommission nicht empfohlen. Jetzt klagen die Erben zweier der einstigen Käufer bzw. Investoren,  dagegen in Amerika. Konkret geht es um Ansprüche der Erben von Alice Koch, die als Witwe von Louis Koch, eines der kreditgebenden Investoren, zu den Besitzern gehörte. Neu entdeckte Dokumente belegen nun, dass ihr der NS-Staat als sogenannte Reichsfluchtsteuer umgerechnet 1,155 Millionen Euro abpresste, damit sie in die Schweiz ausreisen durfte, um so der Deportation zu entgehen. Das war ihr nur durch den  Verkauf des Welfenschatzes möglich. Die bis dato unterstellte freie Verfügbarkeit des Geldes ist damit fraglich. Sie argumentierten in der Klage, der Verkauf an Preußen gehe auf Zwang zurück. Preußen habe unter seinem Ministerpräsidenten Göring mit Hilfe vieler bekannter Nazis gehandelt und zum Schein die Dresdner Bank als Käuferin auftreten lassen. Der 1929 für 7,5 Mio. RM gekaufte Schatz habe, als er im Juni 1935 verkauft wurde, einen deutlich höheren Wert gehabt als die 4,25 Mio. RM, die schließlich vereinbart wurden. Im Laufe der Verhandlungen, die Anfang 1934 begonnen hätten, sei der Verfolgungsdruck auf die Verkäufer, die sich in Deutschland befanden, immer größer geworden, was nicht zuletzt wirtschaftlich ihre Möglichkeiten, abzuwarten, bis sich ein besserer Käufer finde, stark eingeschränkt habe, selbst wenn ihnen das möglich gewesen wäre.
Im Herbst 2015 beantragten die Bundesrepublik Deutschland und die Stiftung Preußischer Kulturbesitz mit einer motion to dismiss, die Klage abzuweisen. Die Beklagten argumentieren, dass ein amerikanisches Gericht aus völkerrechtlichen Gründen nicht über den deutschen Staat (dem die Stiftung zugerechnet wird) richten dürfe. Die Ausnahmen, die das amerikanische Recht nach dem Foreign Sovereign Immunities Act vorsehe, seien nicht erfüllt. Insbesondere sei der deutsche Staat im Zusammenhang mit dem Bild   in den USA nicht kommerziell in Erscheinung getreten (wie das etwa beim Kauf amerikanischer Waren durch deutsche staatliche Stellen der Fall wäre). Auch liege keine Enteignung vor, die ebenfalls die Zuständigkeit eines amerikanischen Gerichts begründen könne. Zudem gebe es in Deutschland ein ausreichendes System zum Umgang mit Fällen wie diesem, nämlich die Mediation durch die Limbach-Kommission. Die Kläger seien also nicht darauf angewiesen, ein amerikanisches Gericht anzurufen (was ausnahmsweise zur Zuständigkeit amerikanischer Gerichte führen könnte). Die NS-Verfolgung der Vorgänger der Kläger sei nicht die Ursache für den Verlust gewesen. Außerdem beriefen sich die Beklagten auf Verjährung.
Am 31. März 2017 wies das Gericht in Washington DC den Antrag auf Abweisung der Klage zurück. Die deutsche Bundesregierung rief im September 2019 den Supreme Court mit einem Antrag auf Certiorari an. Am 2. Juli 2020 nahm der Supreme Court die Beschwerde zur Entscheidung an.
Am 3. Februar 2021 entschied der Supreme Court im Urteil Federal Republic of Germany v. Philipp einstimmig, dass die US-Gerichte zur Beurteilung der Klage nicht zuständig sind. Die von den Klägern angerufene Ausnahme des Foreign Sovereign Immunities Act, der normalerweise Klagen gegen andere Staaten verbietet, sei nicht erfüllt. Diese Ausnahme erlaubt Klagen im Falle von „Eigentumsrechten, die in Verletzung des Völkerrechts enteignet wurden“. Dies, so das Gericht, sei nicht der Fall, wenn ein Staat im Inland Eigentum seiner eigenen Staatsbürger enteigne. Die fragliche Ausnahme beziehe sich nur auf Eingriffe in Eigentumsrechte, nicht aber auf Genozid oder Verbrechen gegen die Menschlichkeit, mit denen die Kläger die behauptete Enteignung in Verbindung brachten.
Am 14. Juli 2023 wies auch das Berufungsgericht in Washington DC die Klage auf Herausgabe erneut ab.
Deutliche Kritik üben die Anwälte der Welfenschatz-Erben an Kulturstaatsministerin Claudia Roth, dass seit Jahren der deutsche Staat eine teure amerikanische Anwaltskanzlei mit Kosten in Millionenhöhe beschäftigt, um ein vorgeschriebenes Verfahren bei der Beratenden Kommission zu verhindern.

## Kulturgutschutz
Am 4. April 2014 leitete das Land Berlin das Verfahren zur Eintragung der 44 Berliner Stücke in das Verzeichnis des national wertvollen Kulturguts nach dem Kulturgutschutzgesetz ein. Die Eintragung erfolgte am 6. Februar 2015. Damit ist die Ausfuhr der Sammlung oder einzelner Teile davon nur mit ministerieller Genehmigung möglich.